# Polemonium pectinatum
Polemonium pectinatum är en blågullsväxtart som beskrevs av Edward Lee Greene. Polemonium pectinatum ingår i släktet blågullssläktet, och familjen blågullsväxter. Inga underarter finns listade i Catalogue of Life.